# 阿多郡
阿多郡（日语：／ Ata gun */?）是過去位于日本鹿兒島縣的一個郡，令制國時代為薩摩國的郡；已於1897年4月1日併入日置郡。
合併前的轄區包括：
- 伊作村（現已併入日置市）
- 田布施村（現已併入南薩摩市）
- 阿多村（現已併入南薩摩市）